# Maeve Higgins

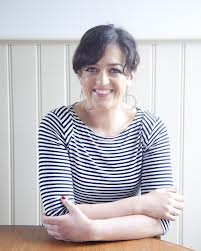
Maeve Higgins

Maeve Anna Higgins (* 24. März 1981 in Cobh) ist eine irische, in New York lebende Journalistin, Buchautorin, Comedienne und Filmschauspielerin.

## Leben
Maeve Higgins wurde 1981 in Cobh an der Südküste des County Cork geboren. Sie hat sieben Geschwister, darunter nur einen Bruder. Ihre erste Show stellte sie im Ha'Penny Bridge Inn, einem Pub in Irland vor, in dem immer noch regelmäßig Open Mics stattfinden. Sie verließ Irland schließlich, zog zuerst nach London, später nach New York City.
Ihre erste Hauptrolle in einem Spielfilm erhielt Higgins in der Horror-Komödie Extra Ordinary – Geisterjagd für Anfänger von Mike Ahern und Enda Loughman.
Higgins schrieb für The Irish Times, arbeitet für die New York Times und ist Moderatorin des Hit-Podcasts „Maeve in America: Immigration IRL“.

## Comedy-Programme
- 2006–2008: Ha Ha Yum, Edinburgh Festival Fringe, Melbourne International Comedy Festival
- 2007: Slightly Amazing, Adelaide Fringe Festival
- 2007: My News, Edinburgh Festival Fringe
- 2008–2009: Kitten Brides, Edinburgh Festival Fringe, Melbourne International Comedy Festival, New Zealand International Comedy Festival
- 2008–2009: I Can’t Sleep, Edinburgh Festival Fringe, Melbourne International Comedy Festival
- 2010: A Rare Sight, Brisbane Comedy Festival, Melbourne International Comedy Festival, New Zealand International Comedy Festival
- 2010: Personal Best, Edinburgh Fringe Festival[3][4][5]

## Filmografie (Auswahl)
- 2005–2007: Naked Camera (Fernsehshow, auch Drehbuch)
- 2012: Moone Boy
- 2015: Inside Amy Schumer
- 2019: Extra Ordinary – Geisterjagd für Anfänger (Extra Ordinary)

## Arbeiten im Hörfunk
- 2016: The Unbelievable Truth (BBC Radio 4, Folgen 3 und 6)
- seit 2018: Wait Wait... Don't Tell Me (NPR)
- 2018: Everything Is Alive (Radiotopia-Podcast)[6][7]